# Johannes Vingboons

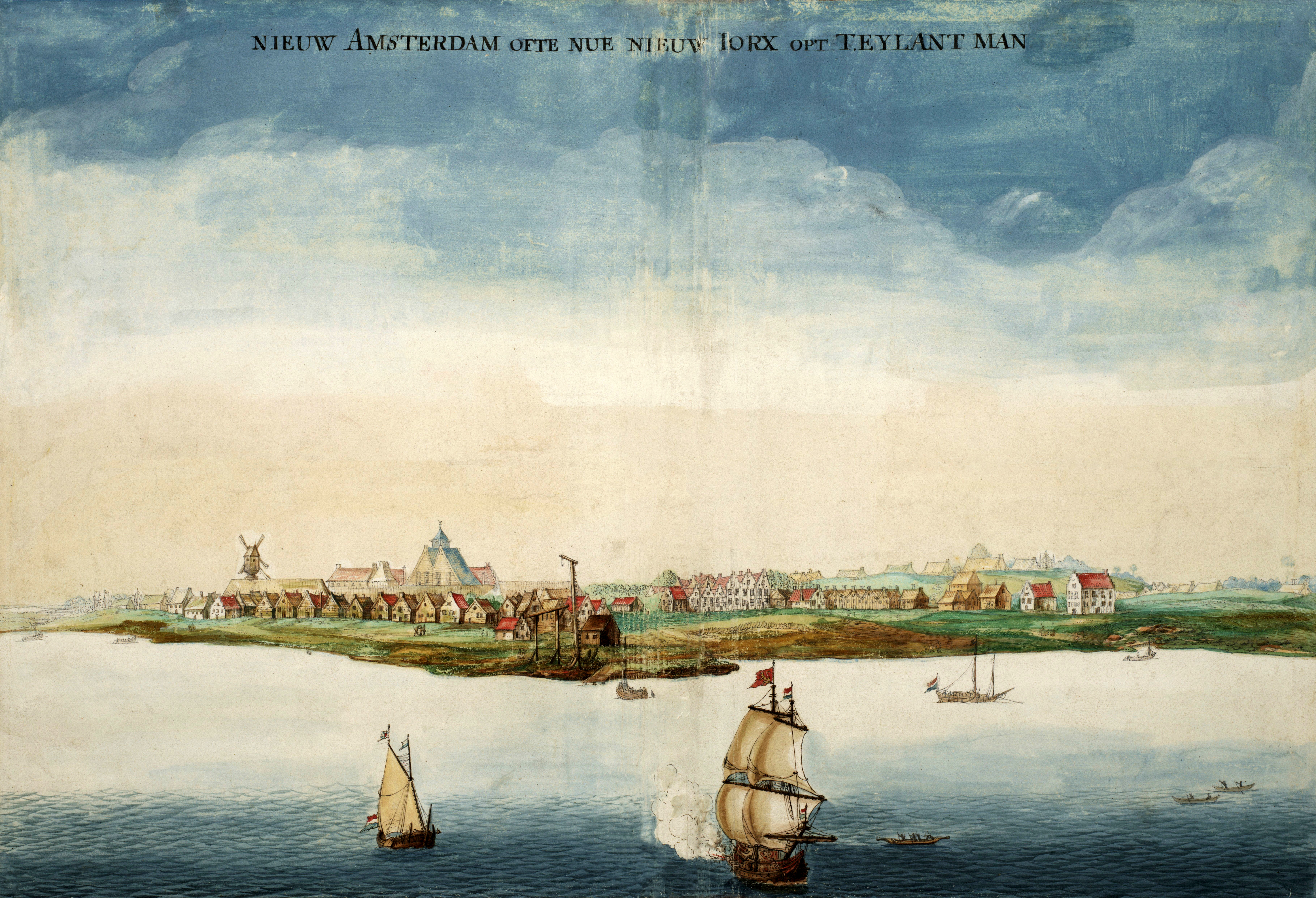
Gezicht op Nieuw Amsterdam door Johannes Vingboons

Johannes Vingboons (1616/1617 - Amsterdam, 20 juli 1670) was een Nederlands cartograaf en aquarellist.

## Leven
Vingboons kwam uit een artistiek gezin. Zijn vader David Vinckboons (1576-1632) was een succesvol schilder en van zijn vijf broers waren Philips Vingboons en Justus Vingboons actief als architect. Johannes Vingboons bleef ongetrouwd en woonde met een groot deel van zijn familie in het Amsterdamse woonhuis en atelier aan de Sint Antoniesbreestraat, hoek Salamandersteeg, thans nummer 64. Hij kreeg van zijn vader les in het maken van kaarten, tekenen en schilderen.
Na hun vaders dood namen de zonen het pand in gebruik als uitgeverij en drukkerij en brachten daarmee hun werk in eigen beheer uit: ontwerptekeningen voor gebouwen van de twee architecten, landkaarten en globes door Johannes. Vijf van de zes zonen zijn voor korte of langere tijd werkzaam geweest als kaartmaker en heel vaak werkten ze samen. Op 25 oktober 1636 vertrok hij met Johan Maurits van Nassau-Siegen naar Elmina en Nederlands-Brazilië. Vanaf circa 1644 tot zijn dood in 1670 was Johannes als kaartenmaker en aquarellist in dienst van de uitgeverij van de Amsterdamse kaartenmaker Joan Blaeu.

## Werk
Door zijn ambachtelijk vakmanschap als cartograaf te combineren met zijn artistieke kwaliteiten als aquarellist, kon hij zich steeds meer richten op het vervaardigen van aquarellen van exotische gebieden. Deze baseerde hij op aanwijzingen en situatieschetsen die schippers, stuurlui en kooplui van hun reizen meenamen in opdracht van de VOC en WIC. Hij maakte stadsgezichten, plattegronden, kustprofielen en zeekaarten en combineerde onderdelen hiervan tot een unieke serie tekeningen die een beeld geeft van een groot deel van de toen bekende wereld die voor de Nederlandse handelspositie belangrijk was. Voor veel van die gebieden zijn het thans vaak de oudst bekende kaarten, plattegronden of aangezichten.
Het werk van Vingboons was uniek en was in zijn tijd al een gewild verzamelobject voor rijke particulieren. Het grootste aantal, een serie van 130 aquarellen ingebonden in drie atlassen, werd in 1654 aangekocht door koningin Christina van Zweden. Na haar dood kwamen deze atlassen in bezit van Paus Alexander VIII waardoor ze thans in de bibliotheek van het Vaticaan berusten. De op een na grootste collectie, ruim honderd werken, is in bezit van het Nationaal Archief in Den Haag. Een klein aantal aquarellen is opgenomen in de bibliotheek van de familie De Medici in Florence. Vier gesigneerde kaarten op perkament die bij elkaar de hele wereld tonen maken onderdeel uit van de collectie van het Nederlands Scheepvaartmuseum te Amsterdam.
Een groot deel van zijn werk was van 27 januari tot en met 15 april 2007 te zien in de expositie Land in zicht! Vingboons tekent de wereld van de 17e eeuw in de Kunsthal in Rotterdam, georganiseerd in samenwerking met het Nationaal Archief. Het overgrote deel werd niet eerder tentoongesteld en zal vanwege de kwetsbaarheid zeer waarschijnlijk ook nooit meer in deze omvang te zien zijn. Voor het eerst verlieten de drie ingebonden atlassen uit het Vaticaan de pauselijke bibliotheek. Bij de expositie verscheen een boek met achtergronden over leven en werk van Vingboons.

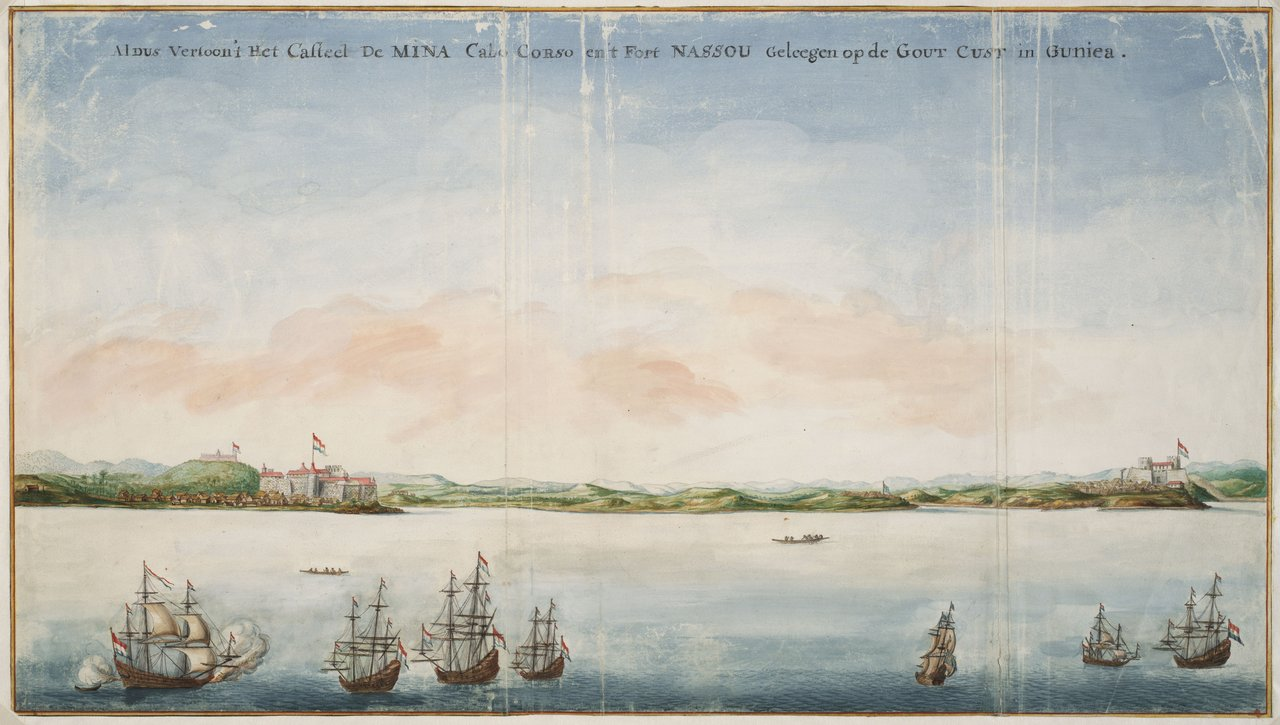
Kasteel Elmina en Fort Nassau (Ghana)
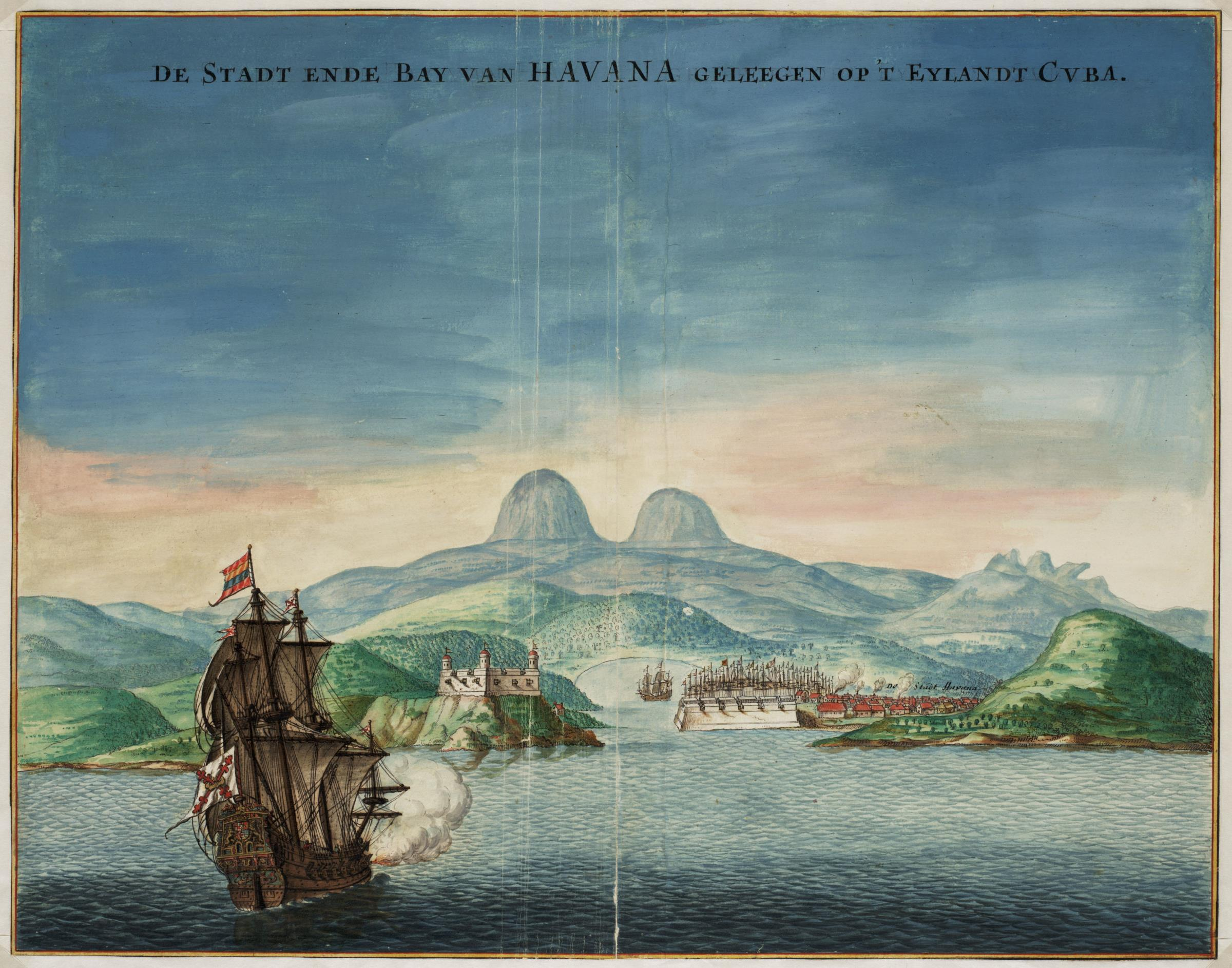
Gezicht op Havana
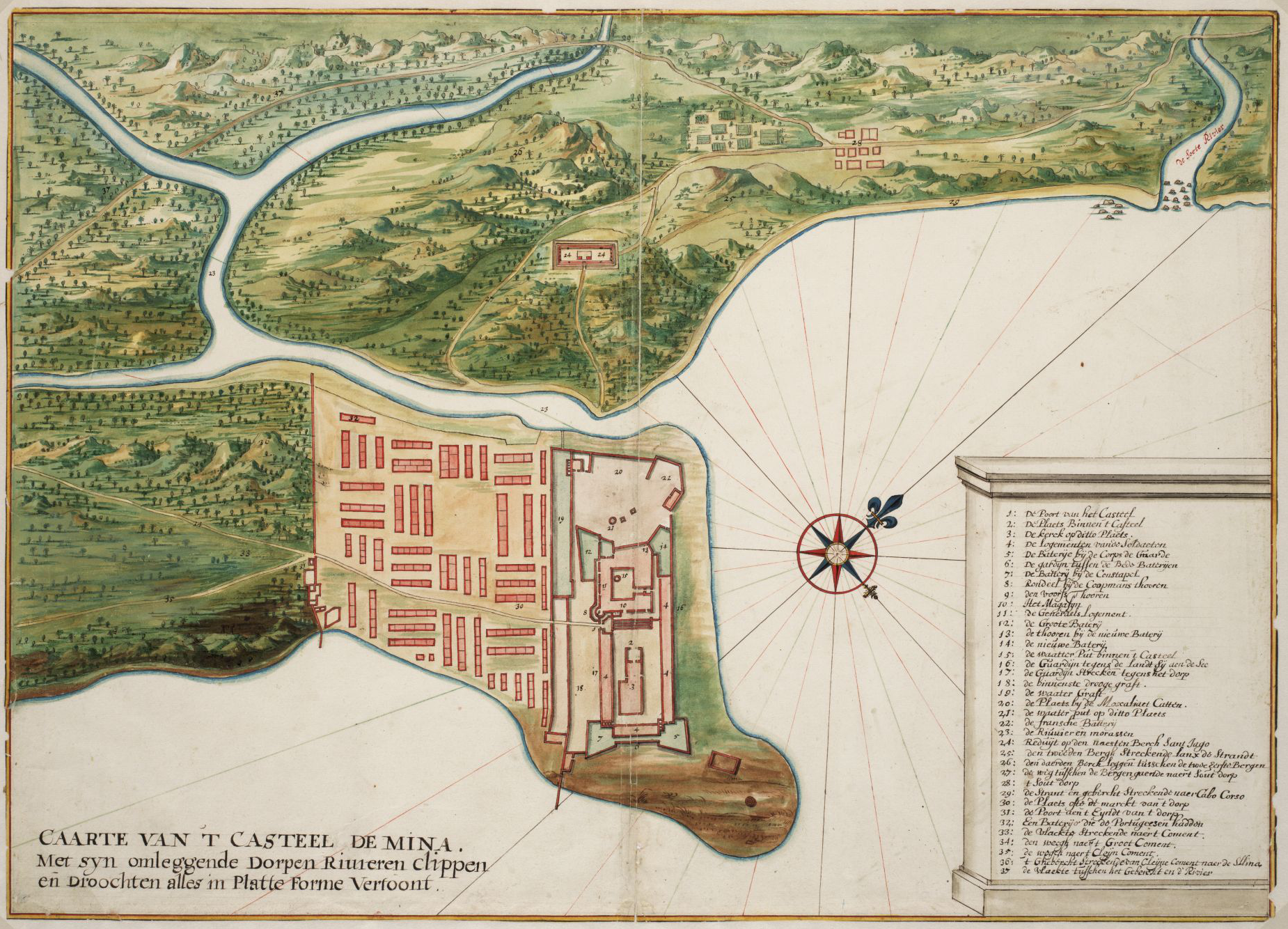
Caarte van 't casteel de Mina met syn omleggende dorpen riuieren clippen en droochten alles in platte forme vertoont
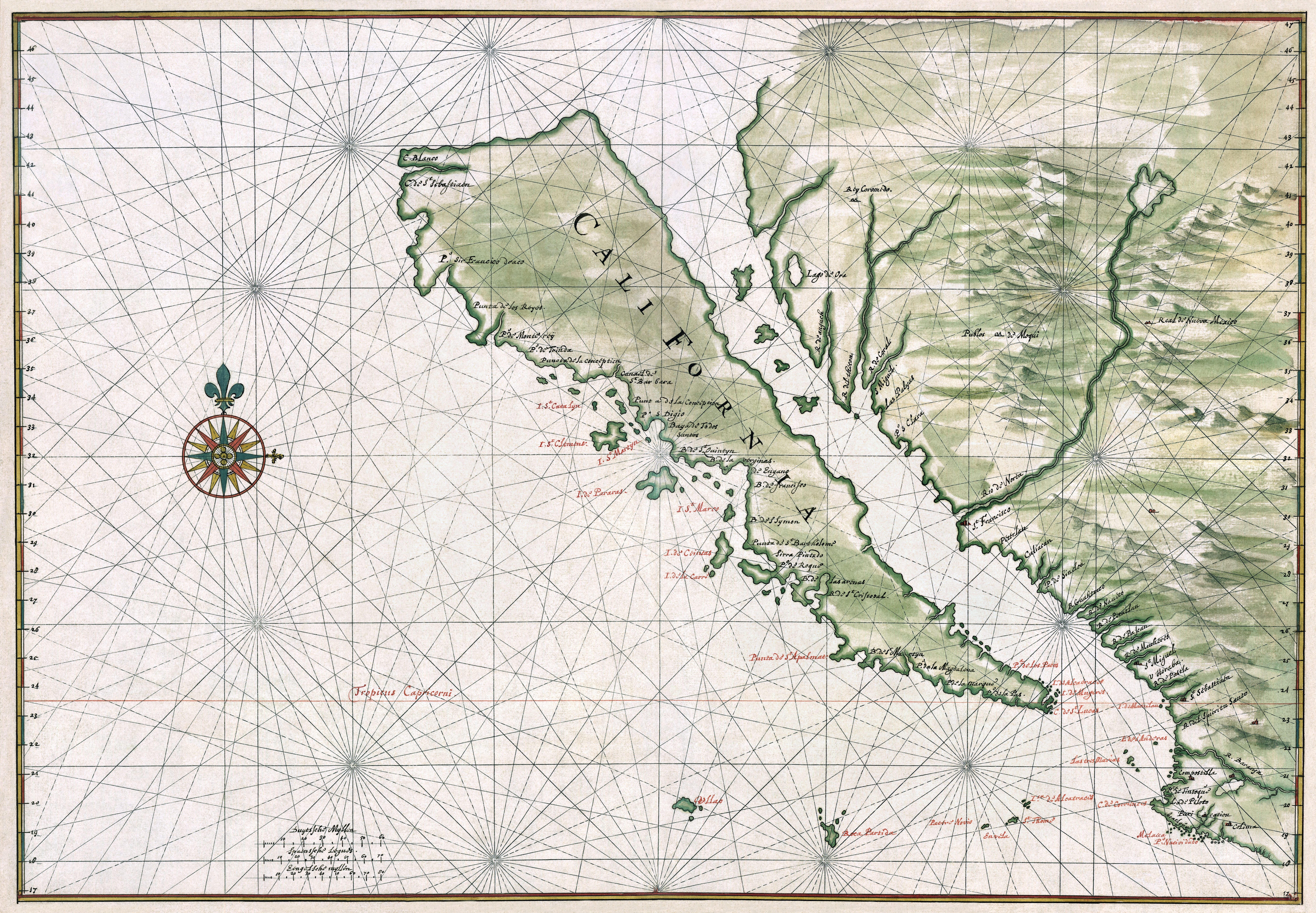
Kaart van Californië als een eiland
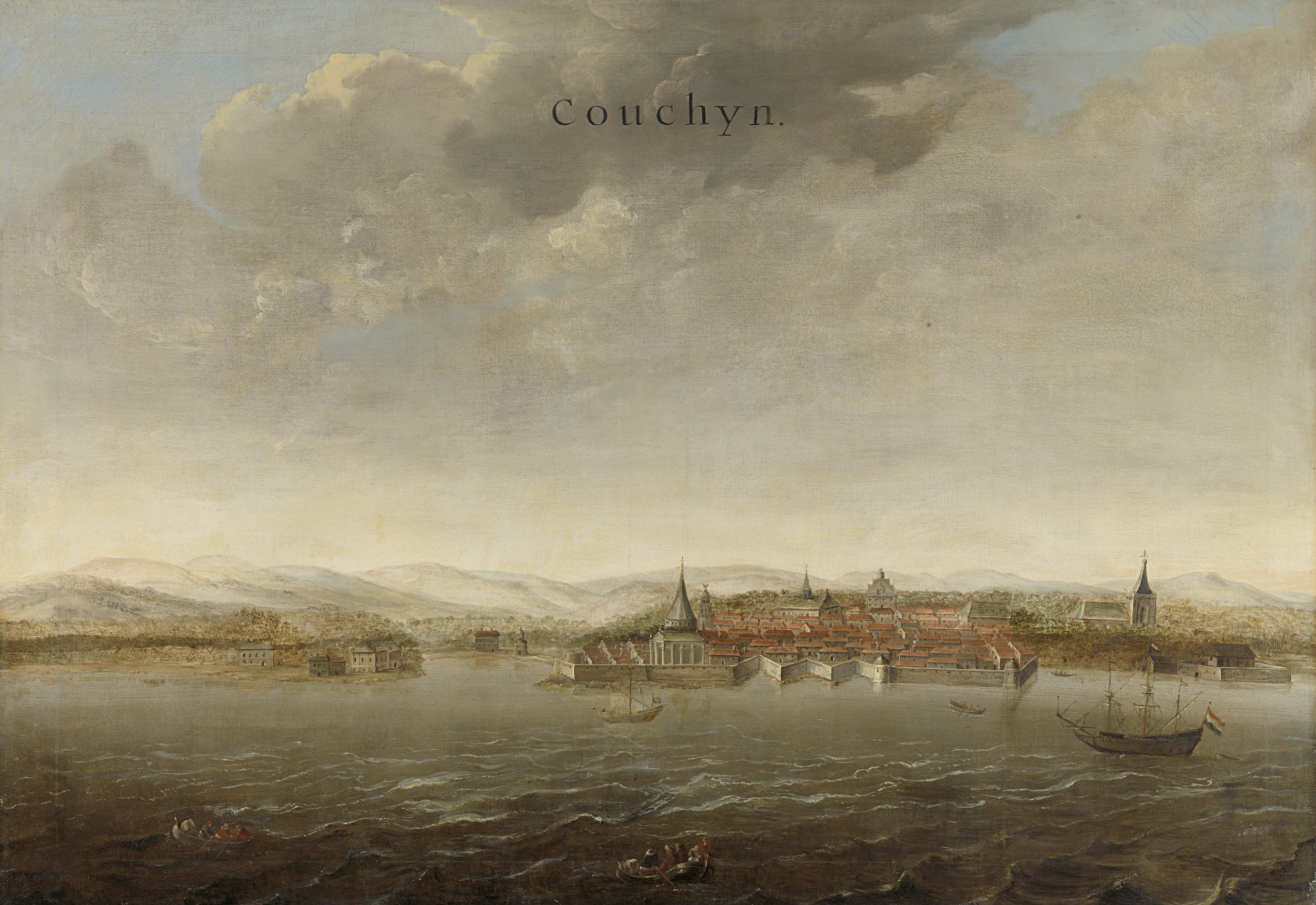
Gezicht op Cochin aan de kust van Malabar in India
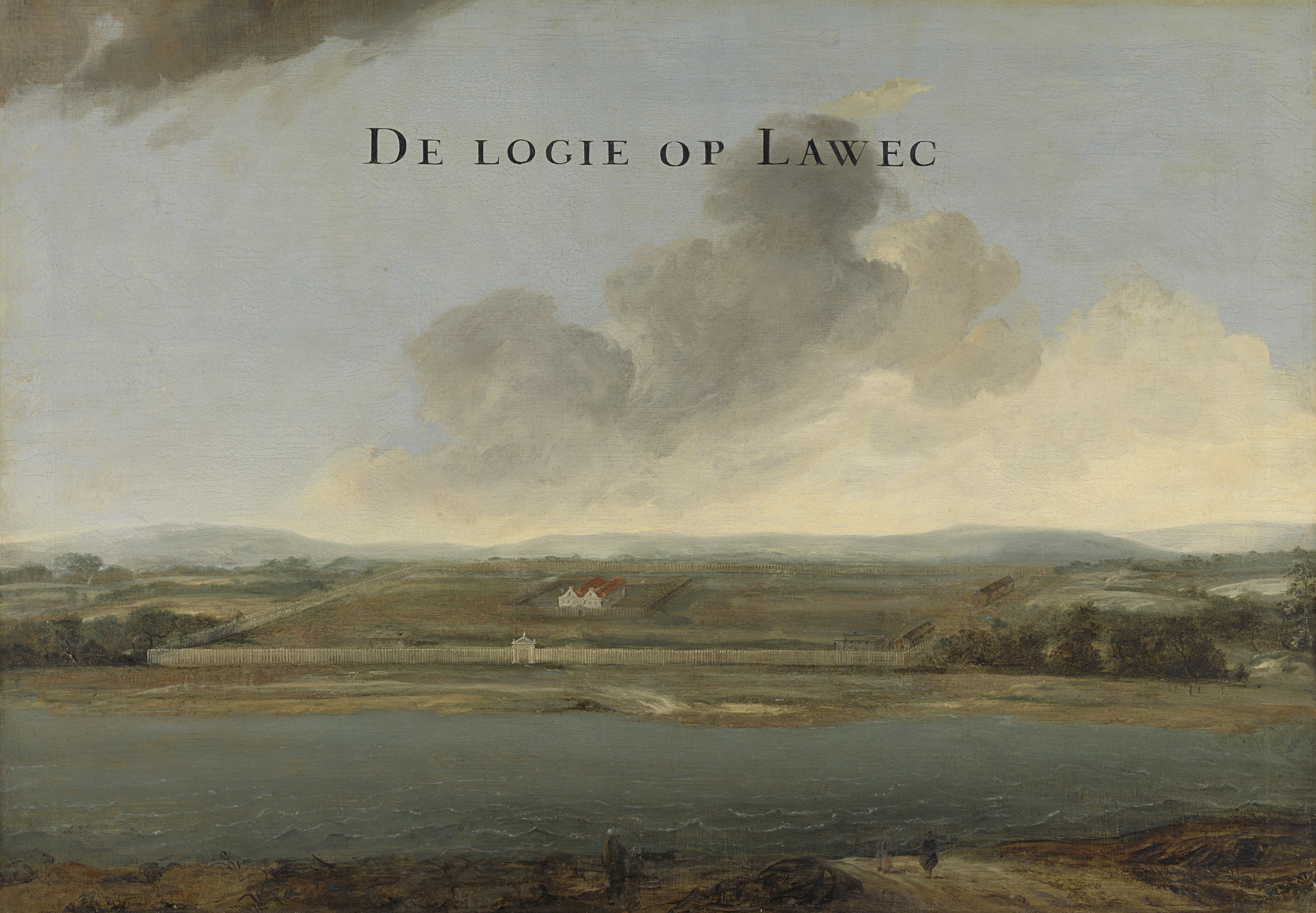
Gezicht op het Hollandse handelskantoor in Lawec in Cambodja
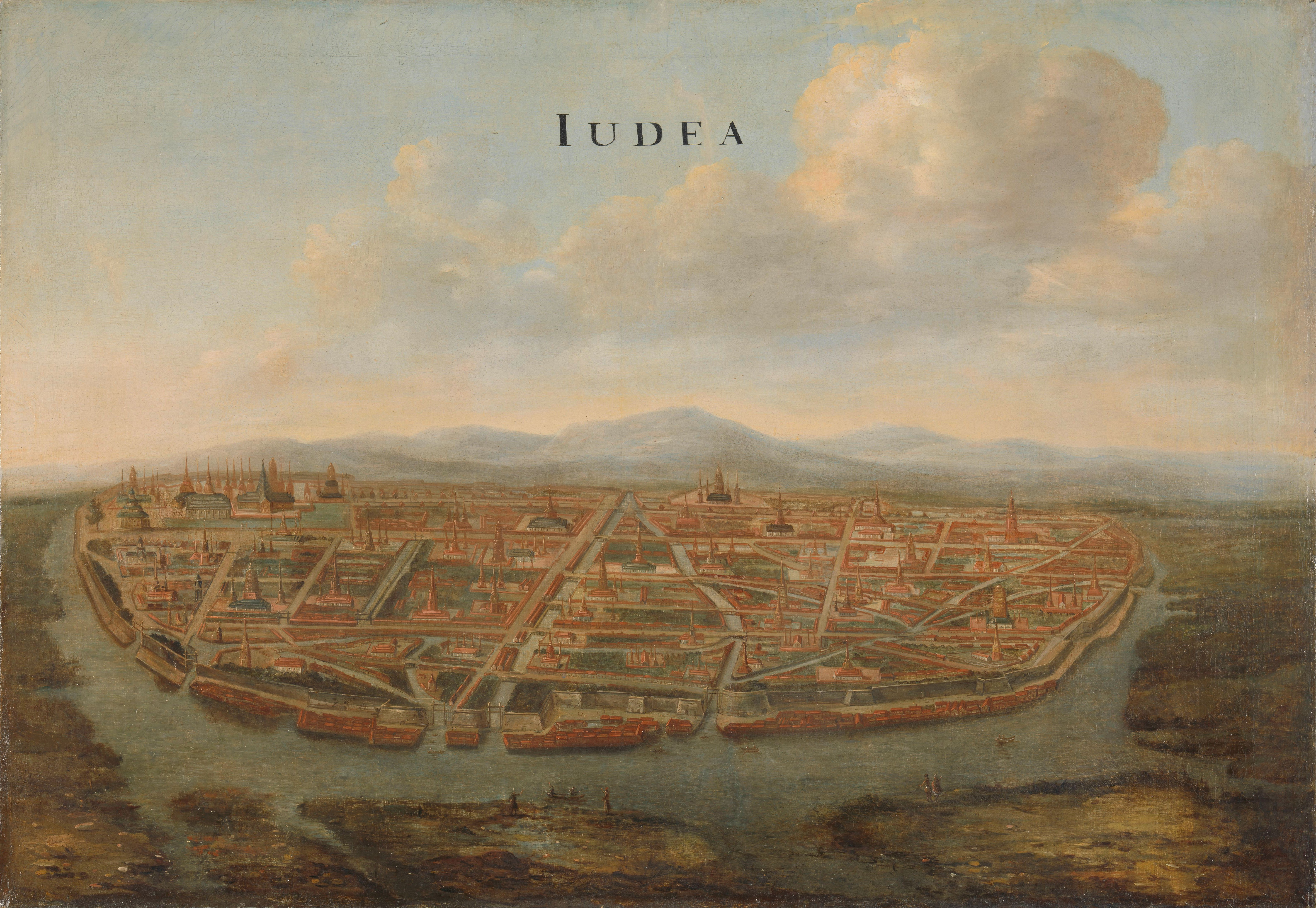
Gezicht op Iudea (Ayutthaya), de hoofdstad van Siam
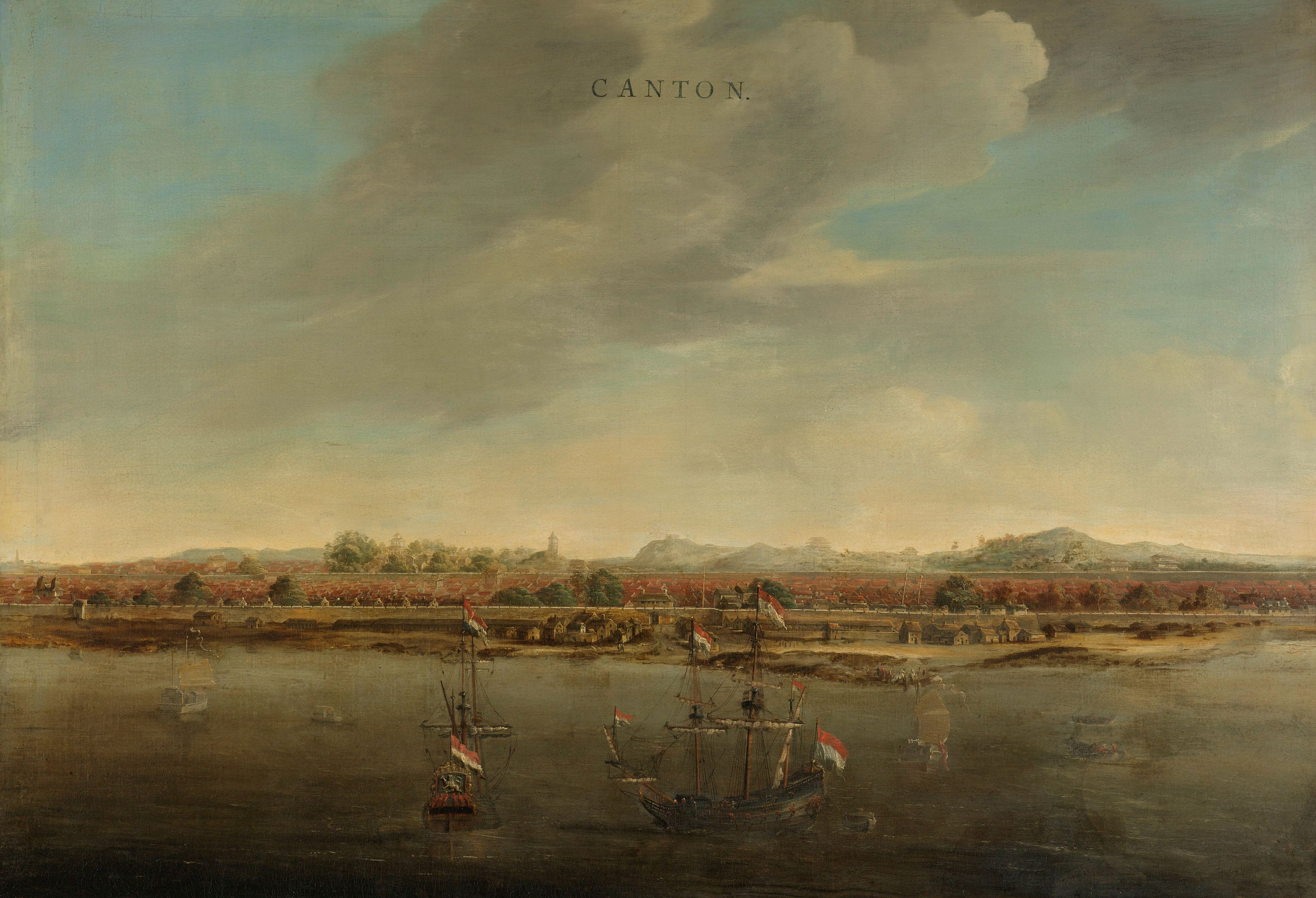
Gezicht op Kanton in China
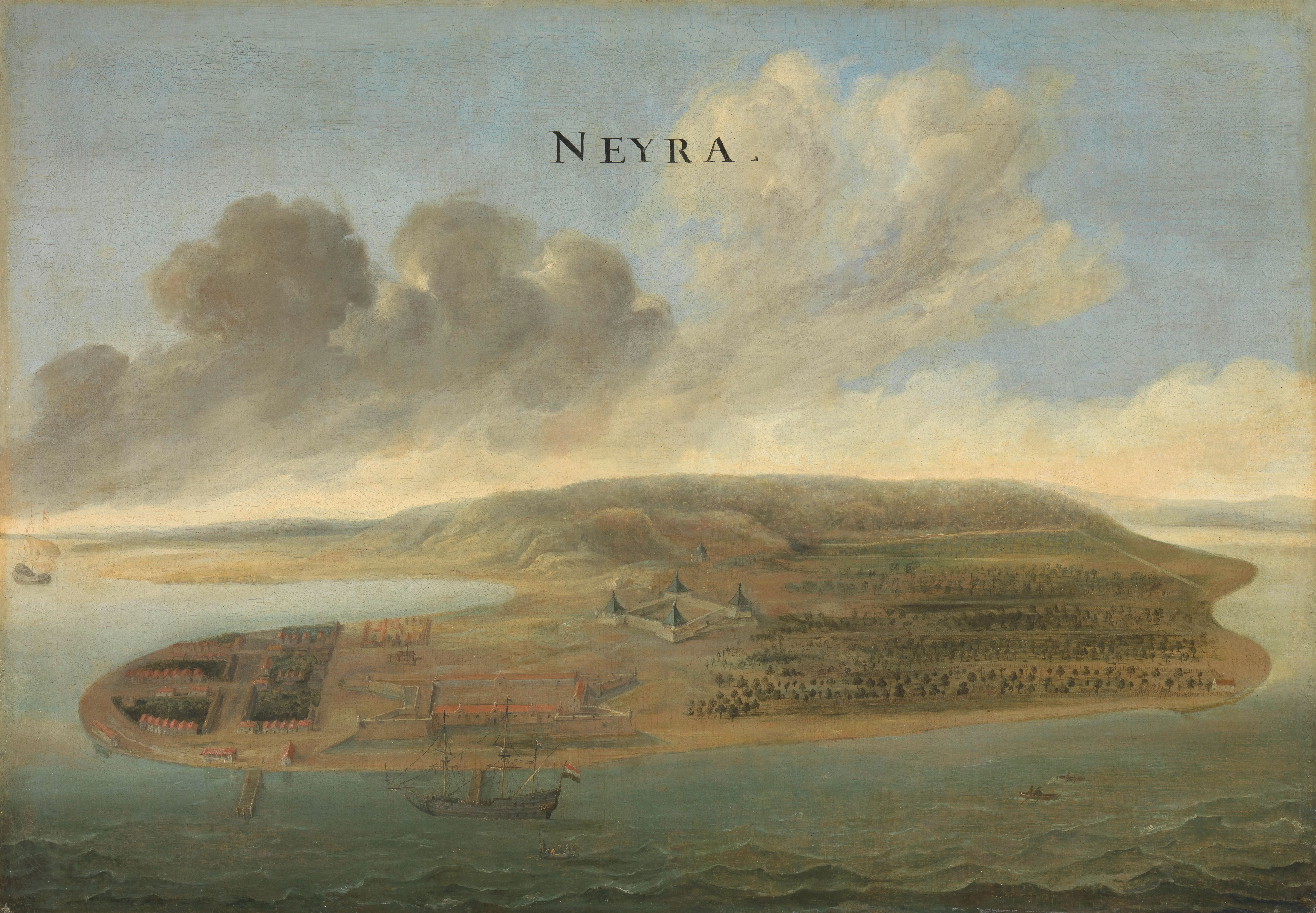
Gezicht op Banda, zuidelijke Molukken
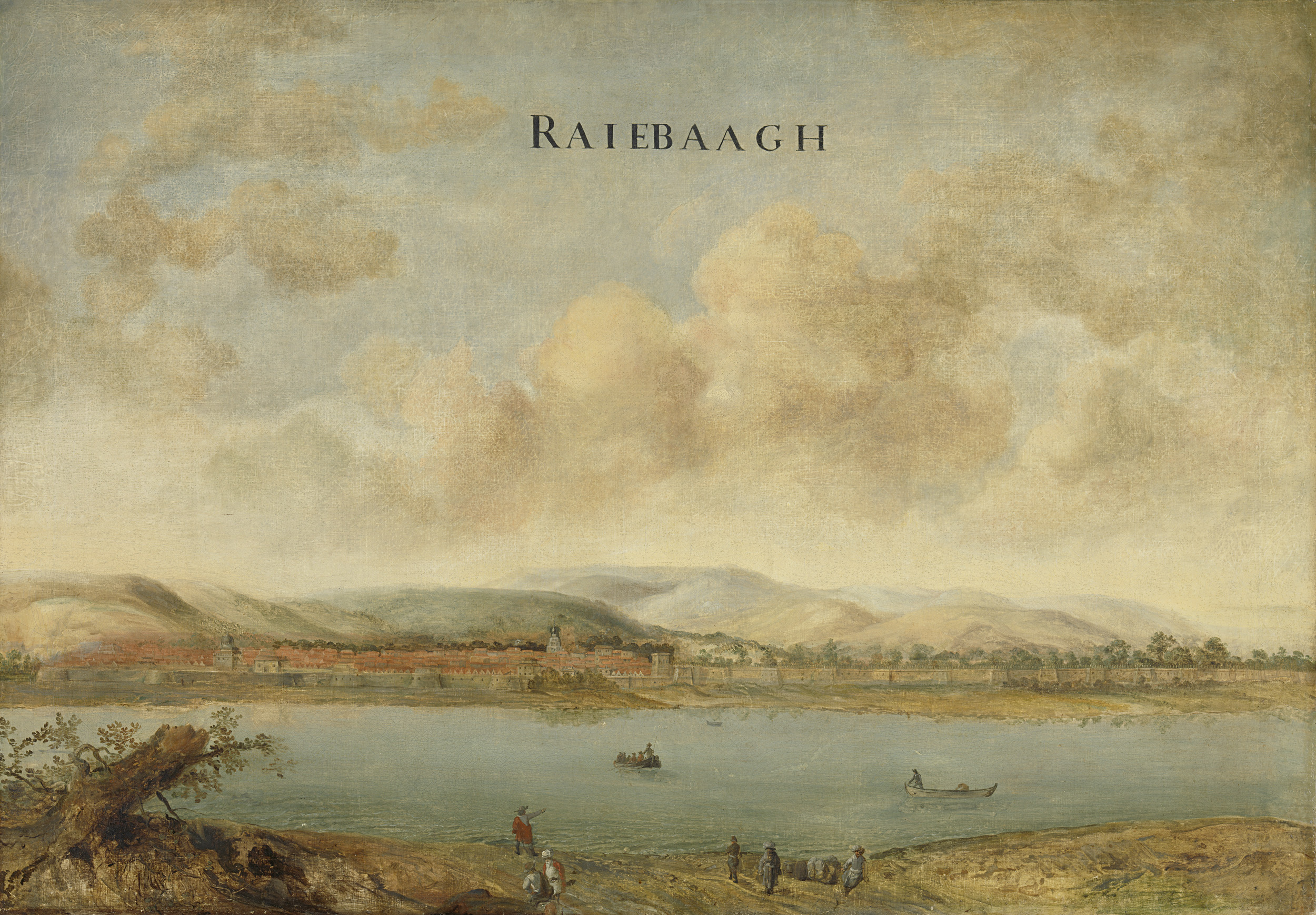
Gezicht op de stad Raiebagh in Visiapoer, India
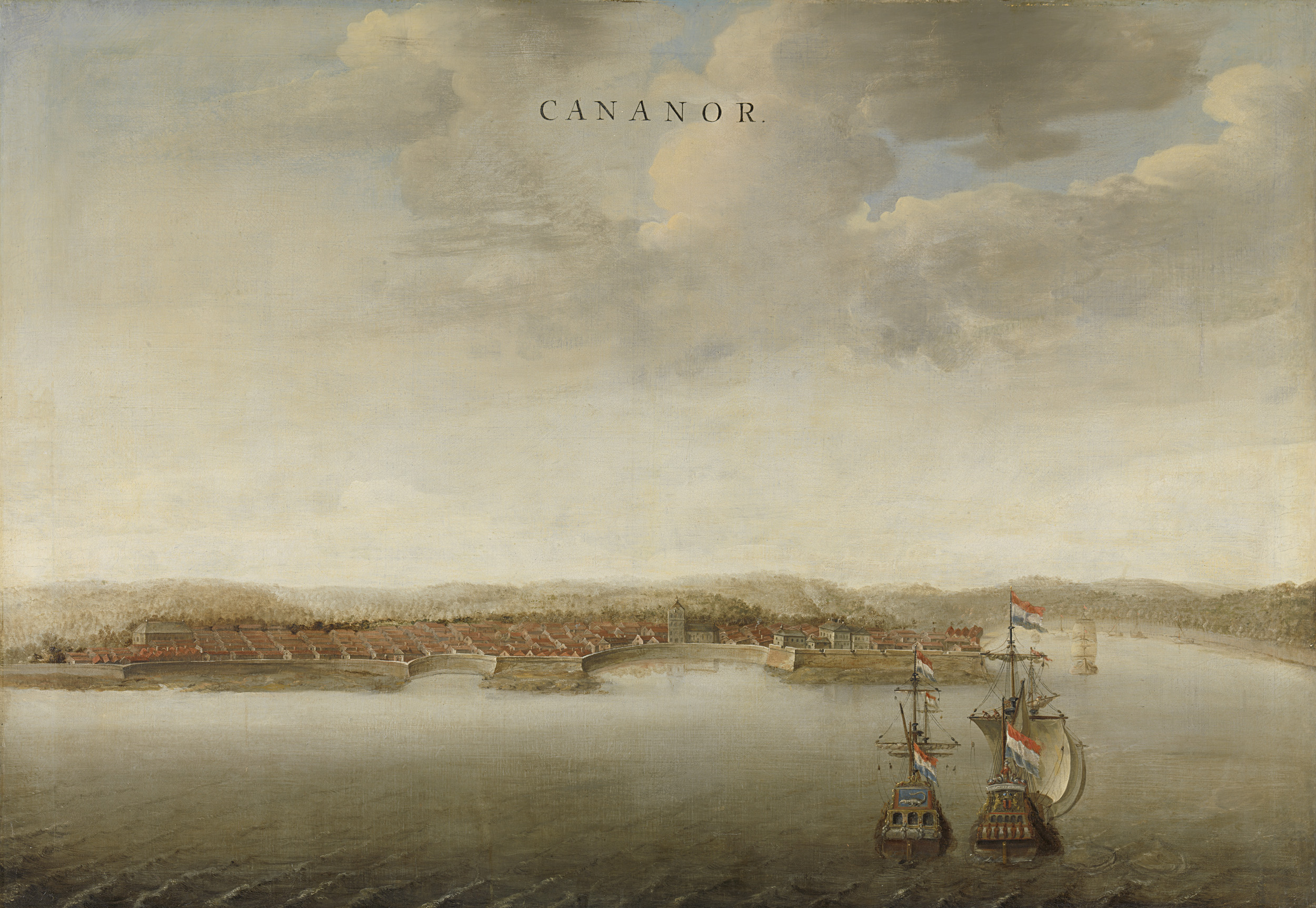
Gezicht op Cananor aan de kust van Malabar in India
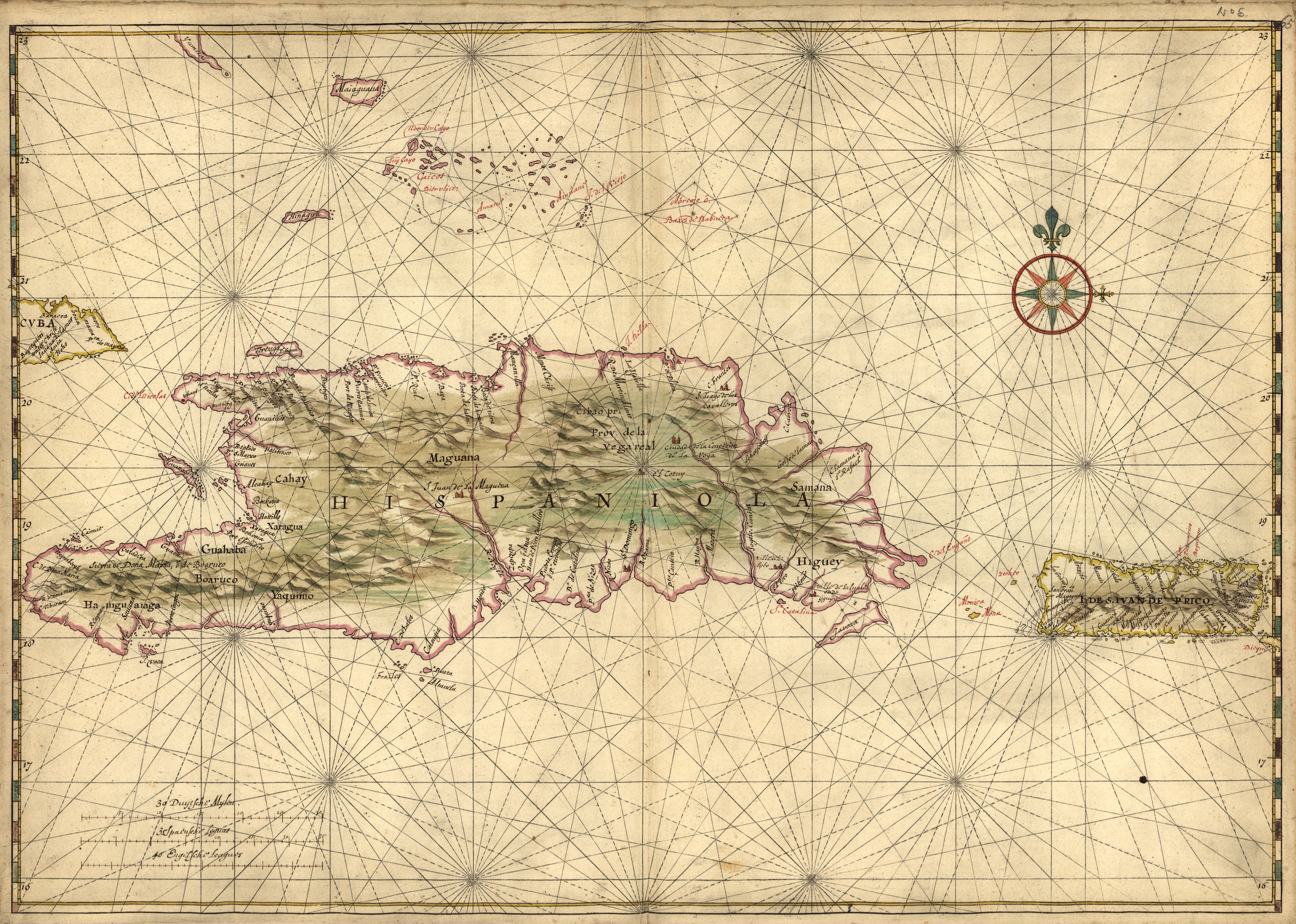
Nautische kaart van Hispaniola en Puerto Rico.
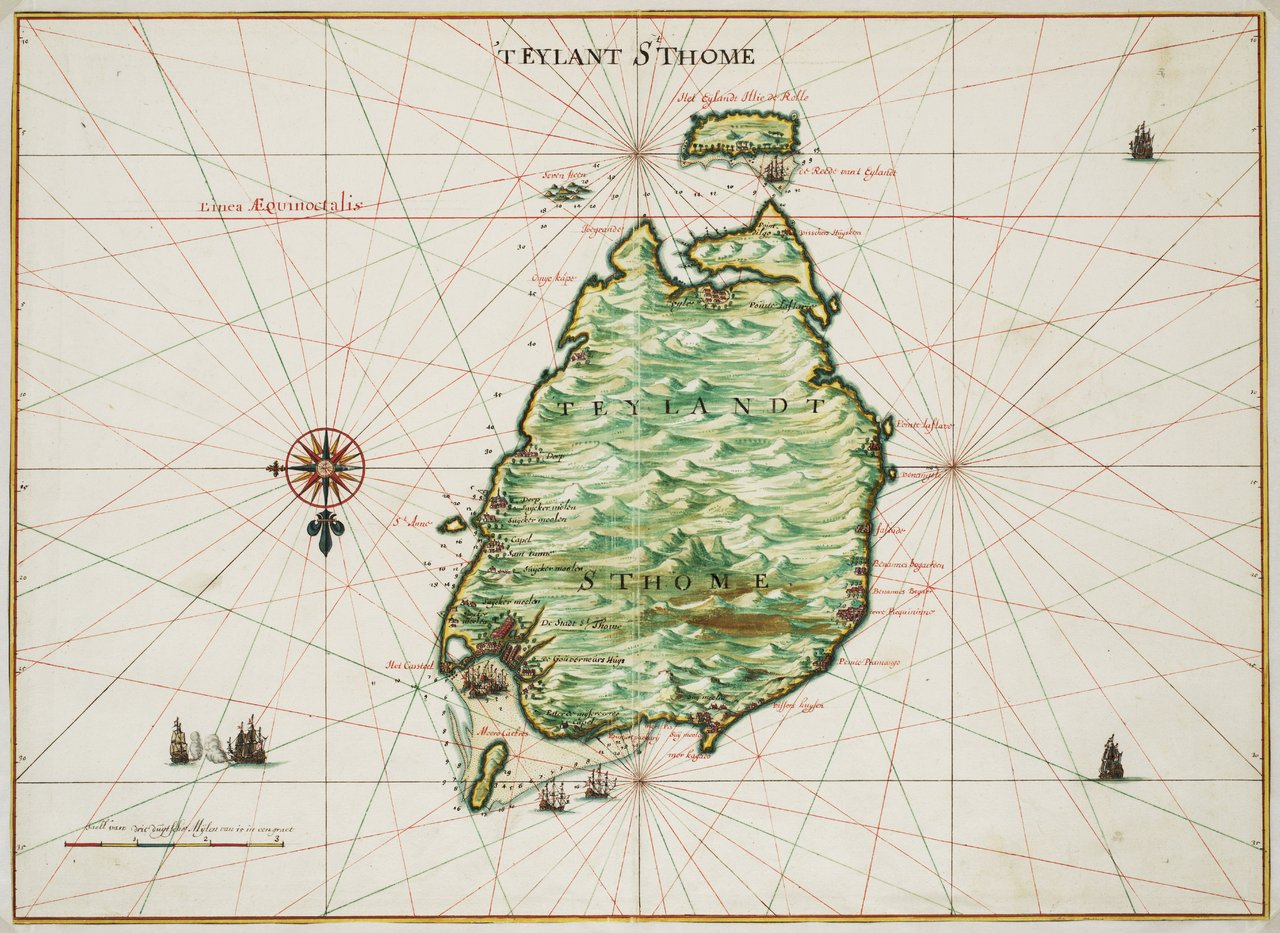
't eylant St. Thome
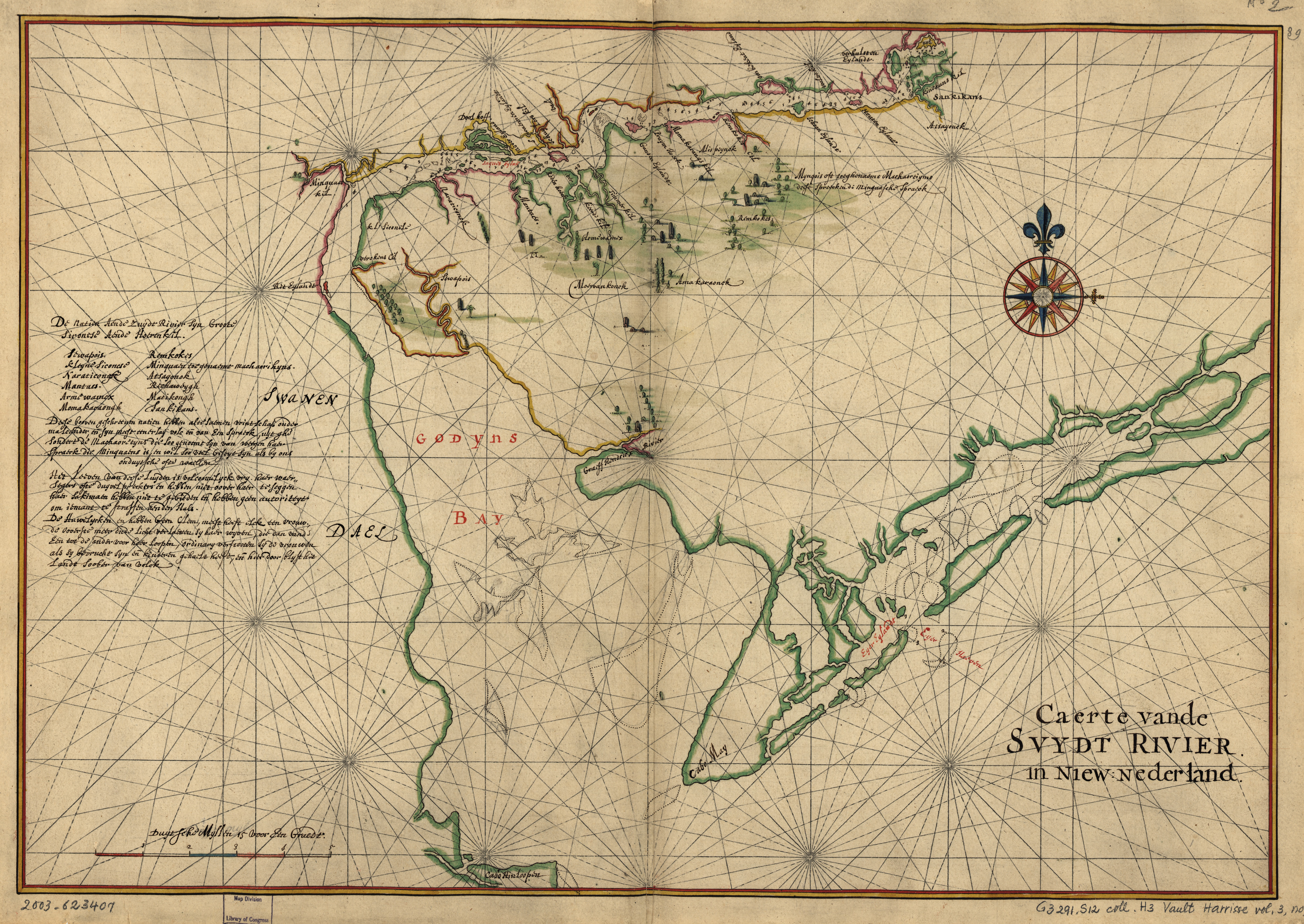
Nautische kaart van Zwaanendael ("Swanendael") en Godyn's Bay in Nieuw Nederland.